# Ruhr
|  | No s'ha de confondre amb Rur. |

El Ruhr és un riu de 217km, de llargada mitjana, de l'estat federat (land) de Rin del Nord-Westfàlia, al nord-oest d'Alemanya.
Neix a aproximadament 674 m. d'altura, prop de la ciutat de Winterberg, a la regió muntanyosa del Sauerland, i desemboca al Rin, dins l'àrea municipal de Duisburg, a només 17 m sobre el nivell mitjà del mar. Els seus afluents són el Lenne, el Henne, el Möhne i el Volme.

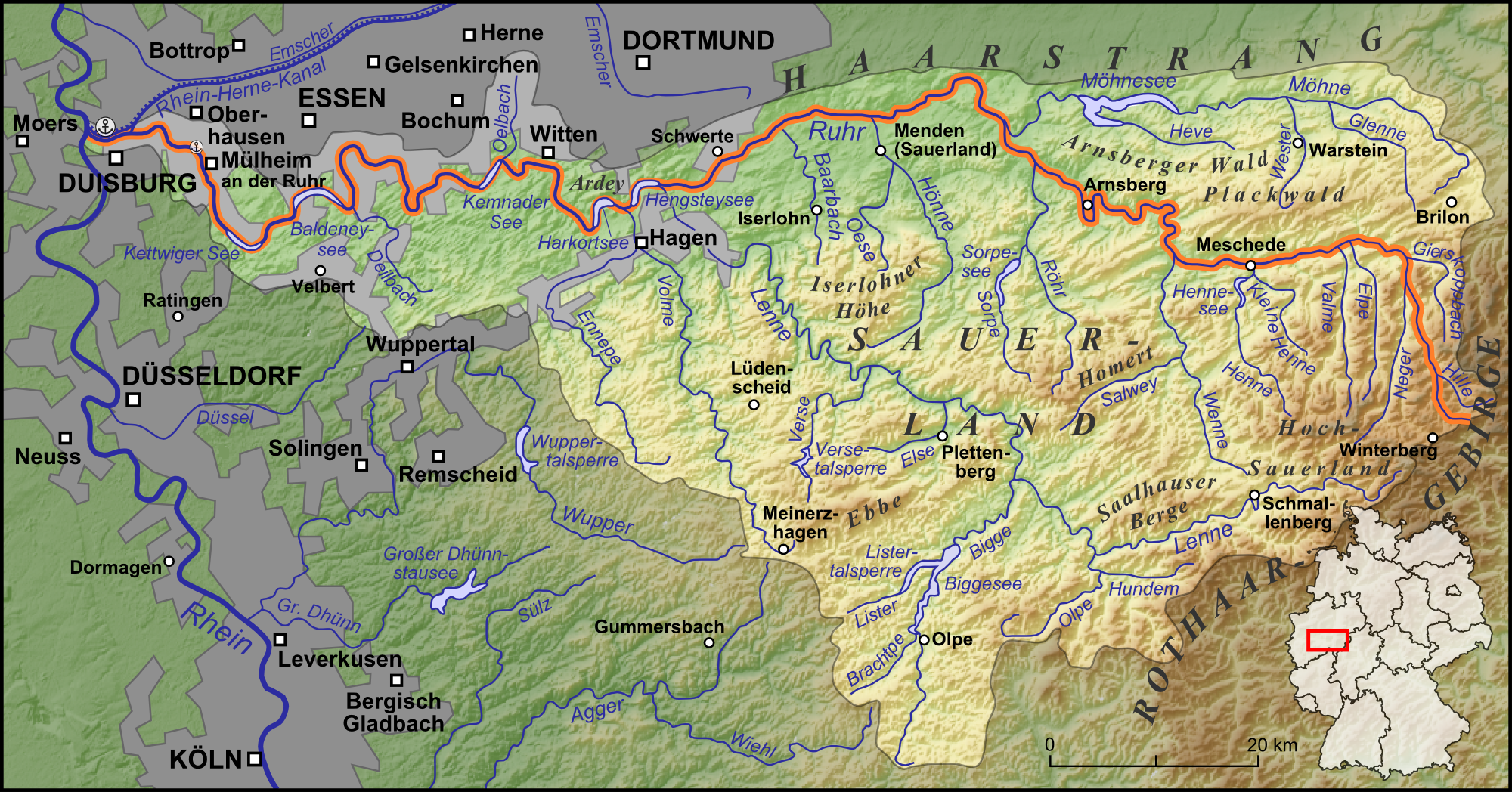
Curs del riu Ruhr, afluent oriental del riu Rin

A la seva part occidental, i fins a desembocar al Rin, hi ha la metròpoli Regió del Ruhr, un llarg continu urbà de diverses ciutats densament poblades que alberguen 5 milions d'habitants; i que juntament amb altres ciutats de la riba del Rin conformen la megalòpoli Rin-Ruhr, l'àrea urbana més extensa d'Europa.

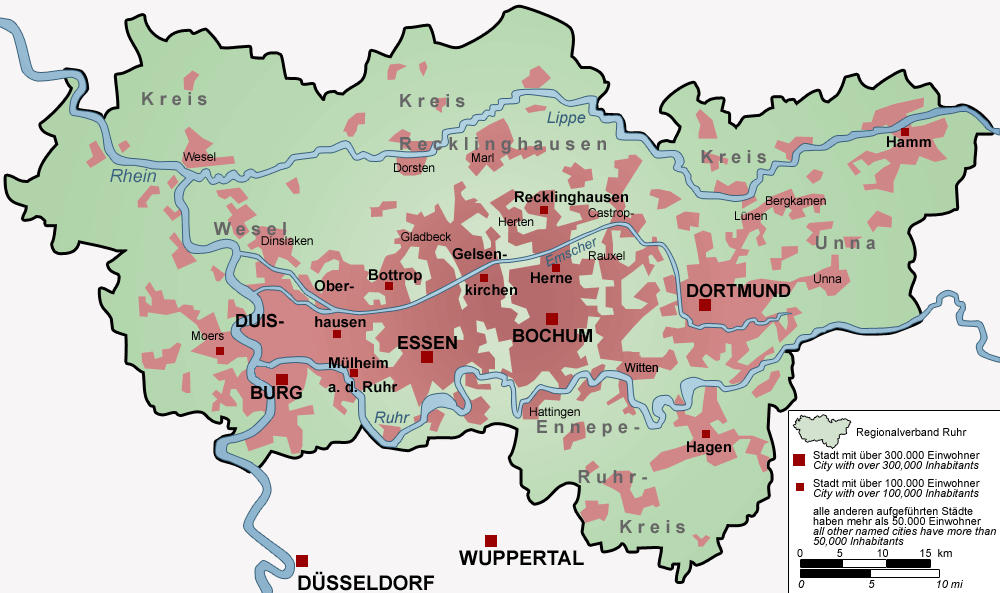
Part occidental del riu Ruhr fins a desembocar al riu Rin. En vermell la metròpoli urbana Regió del Ruhr